# Fort Ducrot
Pour les articles homonymes, voir Ducrot.
Le fort Ducrot est un fort de type Biehler à fossé sec appartenant à la ceinture fortifiée de Strasbourg, à Mundolsheim en Alsace.
Le fort est recensé dans l'inventaire général du patrimoine culturel au sein de la base Mérimée.

## Histoire
Le fort Ducrot fait partie de l'ensemble de quatorze fortifications (onze en Alsace, trois en pays de Bade) réalisées autour de Strasbourg sur ordre du général prussien Helmuth Karl Bernhard von Moltke après la chute de la ville en 1870. Ces fortifications suivent le concept développé par Hans Alexis von Biehler dont le but était de former une enceinte discontinue autour de la place forte faite de forts d’artillerie espacés d’une portée de canons. Le projet initial prévoyait la construction de trente-six forts mais, finalement, seuls quatorze furent construits.
Le fort s'appela initialement Feste Mundolsheimer Kopf puis fut renommé le 29 août 1882 Feste Podbielski en l'honneur du général prussien Theophil von Podbielski (qui fut le quartier-maître général lors des guerres de 1866 et de 1870). Après la victoire française contre l'Allemagne en 1918 et la reprise de Strasbourg, il fut renommé fort Ducrot, en référence au général français Auguste Alexandre Ducrot (qui commandait en 1870 la division mobilisée à Strasbourg).
Laissé à l'abandon par l'armée, le fort fut racheté par la commune de Mundolsheim dans les années 1990. Depuis le 6 mars 2010, l'association « Les amis du fort Ducrot » y effectue des travaux de réhabilitation et de rénovation.